# Izotrópia
Az izotrópia térbeli iránytól való függetlenséget jelent. Egy olyan közeget jelöl, amelynek bizonyos fizikai tulajdonságai különböző irányokban megegyeznek. A szó a görögből ered: iszosz (egyenlő) és troposz (irány). A pontos definíció változhat a tárgyalt témától. A kivételeket vagy egyenlőtlenségeket az „an” előtaggal jelzik, azaz anizotrop. Az anizotrop kifejezést használják olyan esetekben is, amikor bizonyos tulajdonságok változnak az iránytól függően. Egy izotrop sugárzás – a mérés irányától függetlenül – hasonló intenzitást mutat.

## Matematika
A matematikán belül az izotrópiának több jelentése is van:
- Izotrop sokaság: néhány sokaság izotrop, ami azt jelenti, hogy az adott sokaság geometriája minden irányban teljesen azonos. Hasonló fogalom a homogenitás. Egy sokaság lehet homogén anélkül, hogy izotrop lenne. Azonban ha az inhomogén, akkor szükségszerűen anizotrop.
- Izotrop kvadratikus alak: a q kvadratikus alak izotrop, ha van olyan v nem-zérus vektor v , amire q(v)=0.

Izotrop koordináták a Lorentz-sokaságban.

## Fizika
- Kvantummechanika vagy részecskefizika: ha egy spinnel nem rendelkező részecske (vagy egy nem polarizált részecske spinnel) elbomlik, a bomlási eredmény eloszlása izotrop lesz függetlenül a bomlási folyamat részleteitől. Ez a Hamilton-féle forgási invariancia elvéből következik, amely viszont garantálja a gömb alakú szimmetrikus potenciált.
- A kinetikus elmélet szintén egy példa az izotrópiára. Ez feltételezi, hogy ha egy molekula véletlenszerű irányokban mozog, akkor azonos valószínűséggel mozog bármely irányban. Így ha egy gáz sok molekulából áll, akkor azonos számú molekula mozog bármely irányban, ami az izotrópiát demonstrálja.
- Termikus kiterjedés: egy szilárdtestről azt mondjuk, hogy izotrop, ha a szilárdtesttel hőt közölve a hő minden irányban azonos módon terjed. Az összes fém izotrop.
- Elektromágnesesség: egy izotropikus testben a permittivitás, ε, és a permeabilitás, μ, azonos minden irányban.
- Optika: az optikai izotrópia azt jelenti, hogy minden irányban azonos optikai tulajdonsággal rendelkezik az anyag.
- Kozmológia: A megfigyelhető univerzum ősrobbanás elmélete feltételezi, hogy az űr izotrop. Azt is feltételezi, hogy az űr homogén. E két feltételezés együttese a Kozmosz elmélet.

## Anyagtudomány
Anyagok mechanikai tulajdonságainak tanulmányozása során az "izotrop" azt jelenti, hogy a vizsgált anyag minden irányban azonos tulajdonsággal bír. Ezt a definíciót használják a geológiában és az ásványtanban is.
A homokszemcse, amely vulkanikus üvegből áll, izotrop, és ezért nem látszik, ha egy duplán polarizált petrografikus mikroszkópon keresztül nézzük.

## Mikromegmunkálás
Ipari folyamatokban, mint például a maratás, az izotrop megmunkálás azt jelenti, hogy minden irányba hasonló paraméterekkel történik a marás. A kémiai folyamat során a reakció, majd a szubsztrátum eltávolítása - savval, oldószerrel vagy reaktív gázzal -igen jól jellemezhető izotropnak. Ezzel szemben anizotrop folyamat során a marás mélysége különböző irányokban más és más. Ez jellemző integrált áramkörök előállítására is.

## Antenna
Az izotrop antenna egy idealizált sugárzó elem, amelyet elméleti számítások során, valamint méréstechnikában referenciának használunk.
Az izotrop antenna egy olyan fiktív antenna, amely a tér minden irányába azonos energiát sugároz (ezt a Poynting vektorral számoljuk).
A gyakorlatban izotrop antenna nem létezik, mert az egyenlő sugárzás minden irányba megsérti a Helmholtz-hullámegyenletet.
Az antennák nyereségét általában decibelben [dB] mérik. Ha a viszonyítás alapja a fiktív, izotrop antenna, akkor az antenna nyereségét dBi-ben szokás megadni. Ezzel elkerülhető a kisebb frekvenciákon használatos dBd-vel való összetévesztés. Kisebb frekvenciákon (pl. TV-rádió földfelszíni műsorszóró sávok, UHF, VHF, URH) a viszonyítási alap nagyon gyakran a dipól antenna. A mikrohullámú sávokban (pl. parabola antennák) szinte mindig az izotrop sugárzóhoz viszonyítunk, akkor is, ha a precízebb dBi helyett csak dB szerepel az antenna adatlapján.

## Biológia
Sejtbiológia: ha a sejtfal tulajdonságai többé-kevésbé azonosak minden irányban, akkor arra azt mondhatjuk, hogy izotrop. A sejt belseje viszont anizotrop a sejten belül található felépítés miatt.

## Más tudományok
- Gazdaságtan és geográfia: egy izotrop régiót mindenhol azonos jellemzőkkel lehet leírni és kezelni.

## Fordítás
- Ez a szócikk részben vagy egészben  az   Isotropy  című angol Wikipédia-szócikk fordításán alapul.  Az eredeti cikk szerkesztőit annak laptörténete sorolja fel. Ez a jelzés csupán a megfogalmazás eredetét és a szerzői jogokat jelzi, nem szolgál a cikkben szereplő információk forrásmegjelöléseként.